# Krukowo (Mazovie)
Pour les articles homonymes, voir Krukowo.
Krukowo (prononciation : [kruˈkɔvɔ]) est un village polonais de la gmina de Chorzele dans le powiat de Przasnysz de la voïvodie de Mazovie dans le centre-est de la Pologne.
Il se situe à environ 15 kilomètres au nord-est de Chorzele (siège de la gmina), 35 kilomètres au nord-est de Przasnysz (siège du powiat) et à 121 kilomètres au nord de Varsovie (capitale de la Pologne).
Le village compte approximativement une population de 532 habitants en 2009.

## Histoire
De 1975 à 1998, le village appartenait administrativement à la voïvodie d'Ostrołęka.